# Michael Matthews
Michael Matthews (Canberra, 26 de setembre de 1990) és un ciclista australià, professional des del 2009. Actualment corre per l'equip Team Jayco AlUla.

## Biografia
Michael Matthews començà a destacar ben aviat en el món del ciclisme. El 2006 es proclamà campió nacional en ruta cadet i el 2008, com a junior, guanyà diverses curses europees. El 2009 fitxà pel Team Jayco-AIS, alhora que guanyava tres campionats d'Oceania, dos d'ells professionals. El 2010 fou l'any de la seva explosió, en proclamar-se campió del món en ruta sots 23 i guanyar l'UCI Oceania Tour.
El 2011 fitxà pel Rabobank ProTeam, destacant la victòria en una etapa del Tour Down Under i la Volta a Colònia, però fou a partir del 2013, i el seu fitxatge per l'Orica-GreenEDGE, quan aconseguí els seus èxits esportius més importants: dues etapes a la Volta a Espanya de 2013 i una al Giro d'Itàlia del 2014, la qual li va servir per liderar la cursa durant sis etapes.

## Palmarès
- 2009
  - Campió d'Oceania en ruta
  - Campió d'Oceania en ruta sots 23
  - Vencedor d'una etapa al Tour de Bright
- 2010
  - 1r a l'UCI Oceania Tour
  -  Campió del món en ruta sub-23
  - Vencedor de 2 etapes al Tour de Langkawi
  - Vencedor de 2 etapes al Gran Premi Ringerike
  - Vencedor d'una etapa a la Volta al Japó
  - Vencedor d'una etapa al Tour de Wellington
- 2011
  - 1r a la Volta a Colònia
  - Vencedor d'una etapa al Tour Down Under
  - Vencedor d'una etapa a la Jayco Bay Cycling Classic
  - Vencedor d'una etapa a la Volta a Múrcia
- 2012
  - 1r a la Clàssica d'Almeria
  - Vencedor d'una etapa al Tour de Utah
- 2013
  - Vencedor de 2 etapes del Tour de Utah
  - Vencedor de 2 etapes a la Volta a Espanya
- 2014
  - 1r a la Volta a La Rioja
  - Vencedor d'una etapa al Giro d'Itàlia
  - Vencedor d'una etapa a la Volta a Espanya
  - Vencedor d'una etapa a la Volta al País Basc
  - Vencedor d'una etapa a la Volta a Eslovènia
- 2015
  - Vencedor d'una etapa al Giro d'Itàlia
  - Vencedor d'una etapa a la París-Niça
  - Vencedor d'una etapa a la Volta al País Basc
  - Vencedor d'una etapa a la Volta a Suïssa
  - Vencedor d'una etapa al Tour d'Alberta
- 2016
  - 1r a la Volta a La Rioja
  - Vencedor de 2 etapes a la París-Niça 1 1r de la Classificació per punts
  - Vencedor d'una etapa al Tour de França
- 2017
  -  Campió del món en contrarellotge per equips
  - Vencedor d'una etapa a la Volta al País Basc
  - Vencedor d'una etapa a la Volta a Suïssa
  - Vencedor de 2 etapes al Tour de França i  Vencedor de la classificació per punts
- 2018
  - 1r al Gran Premi Ciclista de Quebec
  - 1r al Gran Premi Ciclista de Mont-real
  - Vencedor d'una etapa al Tour de Romandia
  - Vencedor d'una etapa al BinckBank Tour
- 2019
  - 1r al Gran Premi Ciclista de Quebec
  - Vencedor de 2 etapes de la Volta a Catalunya
- 2020
  - 1r a la Bretagne Classic
- 2022
  - Vencedor d'una etapa de la Volta a Catalunya
  - Vencedor d'una etapa al Tour de França
- 2023
  - Vencedor d'una etapa al Giro d'Itàlia
- 2024
  - 1r al Gran Premi Castelló
  - 1r al Gran Premi Ciclista de Quebec
  - 2n a la Milà-Sanremo
- 2025
  - 1r a l'Eschborn-Frankfurt

### Resultats a la Volta a Espanya
- 2013. 110è de la classificació general. Vencedor de 2 etapes
- 2014. 75è de la classificació general. Vencedor d'una etapa

### Resultats al Giro d'Itàlia
- 2014. No surt (11a etapa). Vencedor d'una etapa. Porta el mallot rosa durant 6 etapes
- 2015. No surt (14a etapa). Vencedor d'una etapa. Porta el mallot rosa durant 2 etapes
- 2020. No surt (10a etapa)
- 2023. 63è de la classificació general. Vencedor d'una etapa

### Resultats al Tour de França
- 2015. 152è de la classificació general
- 2016. 110è de la classificació general. Vencedor de la 10a etapa
- 2017. 69è de la classificació general. Vencedor de 2 etapes.  Vencedor de la classificació per punts
- 2018. No surt (5a etapa)
- 2019. 67è de la classificació general
- 2021. 79è de la classificació general
- 2022. 78è de la classificació general. Vencedor d'una etapa
- 2024. 89è de la classificació general.